# Suvodol
Suvodol (makedonska: Суводол) är en ort i Nordmakedonien. Den ligger i kommunen Demir Hisar, i den sydvästra delen av landet, 90 kilometer söder om huvudstaden Skopje. Suvodol ligger 669 meter över havet och antalet invånare är 568.